# Woelwijck
Woelwijck is een villa aan de Emmalaan 5 en is een gemeentelijk monument in Baarn in de provincie Utrecht. Het herenhuis staat in het Wilhelminapark dat onderdeel is van  rijksbeschermd dorpsgezicht Prins Hendrikpark e.o.
Het huis is in 1913 gebouwd en werd door C. Sweris ontworpen, net als het huis ernaast op Emmalaan 3. Aan de voorzijde is een inpandig portiek.
Eerste bewoner was de Amsterdamse juwelier Carl Bonebakker.